# Mistrzostwa Polski Mikstów w Curlingu 2018
Mistrzostwa Polski mikstów w curlingu 2018 rozegrane zostały w dniach 14-16 września 2018 roku w Łodzi. Była to siódma edycja mistrzostw. W rywalizacji uczestniczyło 7 drużyn. Złote medale wywalczył zespół CCC (skip Michał Janowski), który w finale pokonał drużynę POS Łódź Smok i JWK (skip Andrzej Augustyniak) w stosunku 6:1. Brązowe medale przypadły drużynie KS Warszowice (skip Damian Herman).
Zwycięzcy mistrzostw uzyskali prawo do uczestnictwa w mistrzostwach świata mikstów w kanadyjskim Kelowna.

## Drużyny
| Drużyna                   | Czwarty/Czwarta      | Trzeci/Trzecia      | Drugi/Druga          | Otwierający/Otwierająca |
| ------------------------- | -------------------- | ------------------- | -------------------- | ----------------------- |
| CCC                       | Michał Janowski      | Aneta Lipińska      | Sławomir Białas      | Daria Chmarra           |
| Krakowski Klub Curlingowy | Michał Chudziński    | Justyna Wojtas      | Marcin Marek         | Anna Fejklowicz         |
| KS Warszowice             | Damian Herman        | Monika Wosińska     | Rafał Krystkiewicz   | Klaudia Szmidt          |
| POS Łódź Smok i JWK       | Andrzej Augustyniak  | Adela Walczak       | Kasper Knebloch      | Karolina Startek        |
| POS Łódź Szeliga-Frynia   | Marta Szeliga-Frynia | Paweł Frynia        | Barbara Karwat       | Paweł Włodarczyk        |
| POS Trach Łódź            | Bartosz Dzikowski    | Katarzyna Staszczak | Aleksander Grzelka   | Zuzanna Rybicka         |
| Sopot CC Wa ku'ta         | Bartosz Sitkiewicz   | Victoria Sitkiewicz | Maksymilian Szewczyk | Julia Dyderska          |

Skipów (kapitanów) drużyn oznaczono wytłuszczonym fontem.

## Round robin
| # | Drużyna                   | Mecze | Mecze | DSC   | Wyniki meczów bezpośrednich |
| # | Drużyna                   | W     | P     | DSC   | Wyniki meczów bezpośrednich |
| - | ------------------------- | ----- | ----- | ----- | --------------------------- |
| 1 | CCC                       | 5     | 1     | 69,0  |                             |
| 2 | POS Łódź Smok i JWK       | 4     | 2     | 115,8 | 1W, 0P                      |
| 3 | KS Warszowice             | 4     | 2     | 120,2 | 0W, 1P                      |
| 4 | POS Trach Łódź            | 2     | 4     | 150,0 | 2W, 1P; 1W, 0P              |
| 5 | POS Łódź Szeliga-Frynia   | 2     | 4     | 127,2 | 2W, 1P; 0W, 1P              |
| 6 | Sopot CC Wa ku'ta         | 2     | 4     | 110,1 | 1W, 2P; 1W, 0P              |
| 7 | Krakowski Klub Curlingowy | 2     | 4     | 126,5 | 1W, 2P; 0W, 1P              |

     Awans do finału
     Awans do półfinału
     Awans do meczu o 3. miejsce

## Faza play-off

### Półfinał
16 września 2018; 12:30
| Tor | Drużyna | Drużyna             | 1 | 2 | 3 | 4 | 5 | 6 | 7 | 8 | Ogółem |
| A   |         | POS Łódź Smok i JWK | 0 | 0 | 1 | 4 | 2 | 3 | x | x | 10     |
| A   |         | KS Warszowice       | 0 | 1 | 0 | 0 | 0 | 0 | x | x | 1      |

### Mecz o 3. miejsce
16 września 2018; 16:30
| Tor | Drużyna | Drużyna        | 1 | 2 | 3 | 4 | 5 | 6 | 7 | 8 | Ogółem |
| B   |         | KS Warszowice  | 1 | 0 | 0 | 3 | 0 | 1 | 3 | x | 8      |
| B   |         | POS Trach Łódź | 0 | 0 | 1 | 0 | 1 | 0 | 0 | x | 2      |

### Finał
16 września 2018; 16:30
| Tor | Drużyna | Drużyna             | 1 | 2 | 3 | 4 | 5 | 6 | 7 | 8 | Ogółem |
| A   |         | CCC                 | 1 | 0 | 0 | 1 | 0 | 1 | 3 | x | 6      |
| A   |         | POS Łódź Smok i JWK | 0 | 1 | 0 | 0 | 0 | 0 | 0 | x | 1      |

## Klasyfikacja końcowa
| # | Drużyna                   | Mecze | Mecze |
| # | Drużyna                   | W     | P     |
| - | ------------------------- | ----- | ----- |
| 1 | CCC                       | 6     | 1     |
| 2 | POS Łódź Smok i JWK       | 5     | 3     |
| 3 | KS Warszowice             | 5     | 3     |
| 4 | POS Trach Łódź            | 2     | 5     |
| 5 | POS Łódź Szeliga-Frynia   | 2     | 4     |
| 6 | Sopot CC Wa ku'ta         | 2     | 4     |
| 7 | Krakowski Klub Curlingowy | 2     | 4     |